# Eriothrix prolixa
Eriothrix prolixa là một loài ruồi trong họ Tachinidae.